# STS-72
STS-72 byla mise raketoplánu Endeavour. Celkem se jednalo o 74. misi raketoplánu do vesmíru a 10. pro Endeavour. Cílem mise byla záchrana japonské družice Space Flyer Unit (SFU). Uskutečnily se dva výstupy do vesmíru (EVA).

## Posádka
- Brian Duffy (3) velitel
- Brent W. Jett (1) pilot
- Leroy Chiao (1) letový specialista 1
- Winston E. Scott (1) letový specialista 2
- Kóiči Wakata (1) letový specialista 3, JAXA
- Daniel T. Barry (1) letový specialista 4

V závorkách je uvedený dosavadní počet letů do vesmíru včetně této mise.

### Výstupy do vesmíru (EVA)
- Chiao a Barry  – EVA 1
- EVA 1 začátek: 15. ledna, 1996 – 05:35 UTC
- EVA 1 konec: 15. ledna, – 11:44 UTC
- trvání: 6 hodin 09 minut

- Chiao a Scott  – EVA 2
- EVA 2 začátek: 17. ledna, 1996 – 05:40 UTC
- EVA 2 konec: 17. ledna, – 12:34 UTC
- trvání: 6 hodin 54 minut